# Friedrich Wilhelm Lindner

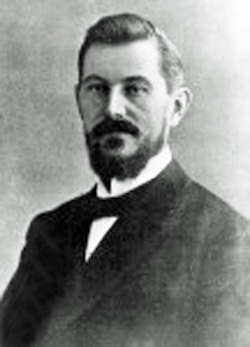
Friedrich Wilhelm Lindner

Friedrich Wilhelm Lindner (* 12. Dezember 1779 in Weida; † 3. November 1864 in Leipzig) war Theologieprofessor an der Universität Leipzig.

## Leben
Friedrich Wilhelm Lindner wurde 1779 in Weida im Thüringischen Vogtland geboren. Sein Vater Johann Traugott Lindner war Weber in Weida.
Lindner studierte in Leipzig Philologie und Theologie. Entweder im Anschluss, möglicherweise noch zu Studienzeiten, arbeitete er als Lehrer an der Zillich’schen Privatschule, 1803 an der neugegründeten Bürgerschule zunächst als Hilfslehrer und ab 1805 als ordentlicher Lehrer. 1806 schloss er die Universität mit der Erlangung des Magistergrades ab und erlangte 1808 die Habilitation. Seit diesem Jahr wird er in den Vorlesungsverzeichnissen als Lehrender geführt. 1815 wurde er außerordentlicher Professor für Philosophie an der Philosophischen Fakultät und 1825 ordentlicher Honorarprofessor der Pädagogik und Katechetik an der Theologischen Fakultät der Universität Leipzig.

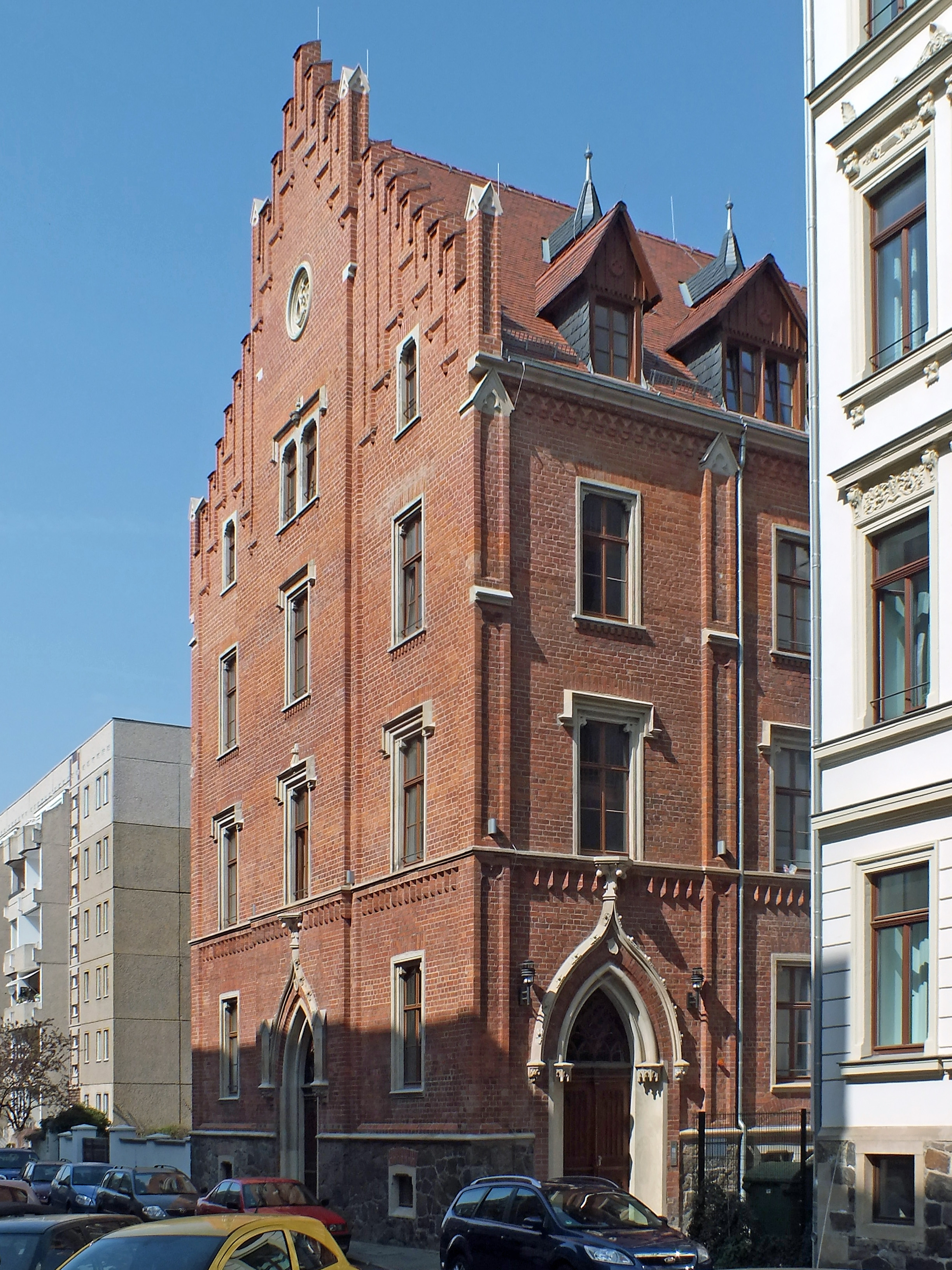
Das von ihm 1855 erbaute Wohnhaus in der damaligen Ullrichgasse (heute Studentenwohnheim Seeburgstraße 47)

1826 erlangte er den Doktorgrad für Theologie in Königsberg.
Er war Mitglied in der Leipziger Freimaurerloge Apollo, machte aber in seinem Buch Mac-Benac unter einem Pseudonym deren Rituale öffentlich. Nachdem seine Autorschaft entdeckt wurde, wurde seine Mitbruderschaft am 13. März 1818 aufgedeckt.
Er war ein großer Anhänger Johann Heinrich Pestalozzis.
Im September 1849 bei Gründung des Lutherischen Zentralvereins in Preußen unterschrieben Lindner und sein Sohn den „Zuruf der lutherischen Vereine an die evangelisch-lutherischen Gemeinden in Preußen“.
1855 erbaute er in der Ullrichgasse, der heutigen Seeburgstraße, ein Wohnhaus in einem an die Gotik angelehnten Stil. Nach einer Sanierung dient es heute als Studentenwohnheim.
Der Theologieprofessor Wilhelm Bruno Lindner war einer seiner Söhne.
Lindner verstarb 1864 in Leipzig und wurde im Lindnerschen Erbbegräbnis in der II. Abteilung (Nr. 97) des Neuen Johannisfriedhofs beerdigt.

## Werke
- Einige Beyträge zu einer besseren Methode des Religionsunterrichts vorzüglich in Hinsicht auf die Frage: Soll der Religionsunterricht von Moral oder von Religion ausgehen?, in: Zeitschrift für Pädagogik, Erziehungs- und Schulwesen (1807) Bd. 3, H. 12 S. 267–279.
- Unterhaltungen über einige Gegenstände der Natur : nach Pestalozzi’s Ideen zum Gebrauch für Mütter bearbeitet. Leipzig 1807. 84 S.
- Mac-Benac, Er lebt im Sohne, oder das Positive der Freimaurerei. Zum Gedächtniss der durch Luther wiedererkämpften evangelischen Freiheit. Leipzig 1818.
- De methodo historico-genetica in utroque genere institutionis adhibenda (Dissertation). Leipzig 1818.
- Musikalischer Jugendfreund oder instructive Sammlung von Gesaengen fuer die Jugend gebildeter Staende. Leipzig 1815.
- Musikalischer Jugendfreund oder instructive Sammlung von Gesängen für die Jugend gebildeter Stände ; sowohl für Schulen und Institute, als auch für den häuslichen Kreis geeignet. Leipzig 1817.
- Musikalischer Jugendfreund oder instructive Sammlung von Gesängen für die Jugend gebildeter Stände ; sowohl für Schulen und Institute, als auch für den häuslichen Kreis geeignet. Leipzig 1819.
- Sammlung von ein, zwei, drei und vierstimmigen Gesängen : aus den Werken der berühmtesten Meister der Ton- und Dichtkunst gefertiget zur Beförderung des heitern, ernstern und religiösen Gesanges sowohl in Schulen als auch in häuslichen Kreisen, in: Heft des Musikalischen Jugendfreundes 4 (1921). 96 S. + Notenbeilage.
- Die wichtigsten Thatsachen und Urtheile für und gegen Missions- und Bibelgesellschaften, in: Jahresberichte des Leipziger Missionsvereins; 5. Leipzig 1825. 100 S.
- De finibus et praesidiis artis paedagogicae secundum principia doctrinae christianae (Dissertation). Leipzig 1926.
- Die Lehre vom Abendmahle nach der Schrift : ein exegetisch-historisch-dogmatischer Versuch ; nebst Kritik aller von Anfange der Kirche bis auf die neueste Zeit öffentlich bekannt gemachter Lehrmeinungen, der protestantischen Kirche zur Prüfung überreicht. Leipzig 1831. 507 S (online – Internet Archive).
- Andeutungen zur zweckmäßigen Einrichtung eines evangelisch-protestantischen Missions-Seminariums. Leipzig 1831. 23 S.
- Das Nothwendigste und Wissenswertheste aus dem Gesammtgebiete der Tonkunst. Leipzig 1840. 349 S.
- Ueber die Nothwendigkeit der zweckmässigen Belebung, Erneuerung und Einführung der Kirchenkatechisation zur Förderung des religiösen Lebens im Volke : aphoristische Auszüge aus den, über diesen Gegenstand seit 1808 in den katechetischen Vorlesungen gehaltenen, Vorträgen, in: Andreas Gottlob Rudelbach: Amtliches Gutachten über die Wiedereinführung der Katechismus-Examina im Königreiche Sachsen : nebst historischer Erörterung der Katechismus-Anstalten in der evangelisch-Lutherischen Kirche Deutschlands. Dresden 1841.

als Bearbeiter:
- Ernst Tillichs Allgemeines Lehrbuch der Arithmetik, oder Anleitung zur Rechenkunst für Jedermann. Leipzig 1921. 199 S.